# Adam Voges
Adam Charles Voges est un joueur de cricket international australien né le 4 octobre 1979 à Subiaco (en). Ce batteur de l'équipe d'Australie-Occidentale a disputé son premier One-day International (ODI) avec la sélection australienne en 2007.

## Principales équipes
| Équipe nationale                  | Test        | ODI         | Twenty20              |
| --------------------------------- | ----------- | ----------- | --------------------- |
| Australie                         |             | 2007 -      | 2007 -                |
| Autre équipe                      | First-class | List A      | Twenty20              |
| Australie-Occidentale (Australie) | 2002-2003 - | 2004-2005 - | 2005-2006 - 2010-2011 |
| Durham (Angleterre)               |             |             | 2007                  |
| Durham (Angleterre)               | 2008 - 2011 | 2008 - 2011 | 2008 - 2011           |
| Rajasthan Royals (Inde)           |             |             | 2010                  |
| Melbourne Stars (Australie)       |             |             |                       |